# Tétraméthyldiborane
Le tétraméthyldiborane est un composé organoboré de formule chimique (CH3)2B(µ-H)2B(CH3)2. Il se présente sous la forme d'un liquide entre son point de fusion de −72,5 °C et son point d'ébullition à 68,6 °C. Il s'agit d'un dimère de diméthylborane BH(CH3)2. À température ambiante, il est à l'équilibre avec le méthyldiborane H2BH2BHCH3, le 1,1-diméthylborane H2BH2B(CH3)2, le 1,2-diméthyldiborane CH3HBH2BHCH3, le triméthyldiborane CH3HBH2B(CH3)2 et le triméthylborane B(CH3)3. Son point de fusion est de −72,5 °C et son point d'ébullition de 68,6 °C. À température ambiante, il se présente comme un liquide pyrophorique.

## Histoire et préparation
Les méthylboranes ont été préparés pour la première fois dans les années 1930,. On les obtient en faisant réagir du diborane H2BH2BH2 et du triméthylborane B(CH3)3, ce qui donne quatre composés différents : le méthyldiborane H2BH2BHCH3, le 1,1-diméthyldiborane H2BH2B(CH3)2, le 1,2-diméthyldiborane CH3HBH2BHCH3 et le tétraméthyldiborane (CH3)2BH2B(CH3)2. La proportion de ce dernier est maximum lorsque le rapport diborane:triméthylborane vaut 1:6.
La chromatographie en phase gazeuse peut être utilisée pour déterminer les proportions de boranes méthylés dans un mélange. La séquence d'extraction est la suivante : diborane, méthyldiborane, triméthylborane, 1,1-diméthyldiborane, 1,2-diméthyldiborane, triméthyldiborane et tétraméthyldiborane.
La réaction du diméthylborohydrure de lithium LiBH2(CH3)2 avec un acide donne du diméthylborane.
L'hydrogène atomique convertit le triméthyldiborane CH3HBH2B(CH3)2 sur une monocouche de graphène en diméthylborane BH(CH3)2, qui dimérise en tétraméthyldiborane.

## Réactions
Les méthylboranes comme le tétraméthyldiborane en phase gazeuse se dismutent à température ambiante en triméthyldiborane CH3HBH2B(CH3)2 et diborane H2BH2BH2. Cela se produit en quelques heures à température ambiante, la dismutation étant d'autant plus rapide que la température est élevée : elle prend une journée à 0 °C. Le méthyldiborane H2BH2BHCH3 se dismute lentement à −78,5 °C, d'abord en diborane et 1,1-diméthyldiborane H2BH2B(CH3)2. En solution, le méthylborane BH2CH3 est plus stable par rapport à la dismutation que le diméthylborane BH(CH3)2,.
2 H2BH2BHCH3  {\displaystyle \rightleftharpoons }  H2BH2B(CH3)2 + H2BH2BH2 ;
3 H2BH2B(CH3)2  {\displaystyle \rightleftharpoons }  2 CH3HBH2B(CH3)2 + H2BH2BH2.
Le diméthylborane s'hydrolyse en acide diméthylboronique (CH3)2BOH.
Le tétraméthyldiborane réagit avec l'ammoniac NH3 à −78 °C pour former un solide blanc qui se décompose au-dessus de 10 °C et présente une structure ionique [(CH3)2B(NH3)2]+ [(CH3)2BH2]−,. Dans l'éther, il se forme un adduit BHMe3.N3 entre l'ammoniac et le tétraéthyldiborane. Cela se produit également lors de la décomposition thermique du diammoniate.
L'acétonitrile CH3CN réagit lentement avec le tétraméthyldiborane à température ambiante pour former de l'éthylidèneaminodiméthylborane (CH3CH=NB(CH3)2)2 dimérique. Ce composé présente des isomères cis et trans, l'un fondant à 76 °C et l'autre à −5 °C.
Le tétraméthyldiborane réagit avec le sodium dans l'ammoniac liquide pour former un sel, le diméthylborylsodium Na2HB(CH3)2, solide blanc, stable jusqu'à 90 °C. Avec le potassium, il se forme du diméthylborylpotassium K2HB(CH3)2, tandis que le calcium donne le composé CaHB(CH3)2.NH3 et que la diméthylphosphine (en) PH(CH3)2 forme un adduit de diméthylborane BH(CH3)2.
Le tétraméthyldiborane réagit avec les borates organiques pour former des esters méthylboroniques :
2 (CH3)2BH2B(CH3)2 + 4 B(OR)3  {\displaystyle \rightleftharpoons }  6 CH3B(OR)2 + (CH3)2B2H4.
Le tétraméthyldiborane agit comme catalyseur pour obtenir le même produit à partir de triméthylborane B(CH3)3 :
B(CH3)3 + 2 B(OR)3 ⟶ 3 CH3B(OR)2.